# 東非大裂谷

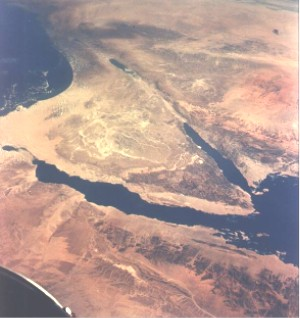
東非大裂谷北部的叉形，圖片中央是埃及西奈半島，上方是死海和約旦河

東非大裂谷（Great Rift Valley），位於非洲東部，是一個在3500萬年前由非洲板塊的地殼運動所形成的地理奇觀，縱貫東非的大裂谷是世界上最大的斷裂帶，属于生长边界。其所形成的生態、地理和人類文化都相當獨特，目前觀光的主要景點則由肯尼亚進入。

## 地理
東非大裂谷的整個形狀可畫成不規則三角形，最深達2000公尺，寬30公里至100公里，全長6000公里（3700英里），是世界最長的不連續谷，由探險家約翰·華特·古格里所命名。東非大裂谷的詳細地理位置以三角形的三個點來描述的話，南點在莫三比克入海口，西北點則遠到蘇丹尼羅河，北點則可進入死海。中間有相當多個湖泊、火山群。

## 東部及西部
一般會將大裂谷區分成東部和西部，在西部裂谷，又稱為艾伯丁裂谷，主要由高山群組成，包括有Virunga山，Mitumba山，Ruwenzori山區和Rift Valley湖區，其中有世界最深淡水湖之一的坦干依喀湖（1470公尺深），以及世界上第二大的淡水湖－維多利亞湖。西部裂谷的形狀是比較破碎的。
位於肯亞的東部裂谷部分，則是整個東非大裂谷區較深的部份，其中最深處在肯亞的奈洛比北部，這一部份的裂谷區沒有出海，因此所造成的湖泊則較淺、所含礦物和鹽份也較高。如馬加迪湖幾乎都是碳酸鈉組成。埃爾門泰塔湖（Lake Elmenteita）、巴林哥湖、柏哥利亞湖和納庫魯湖（Lake Nakuru）則鹼性相當高。奈瓦夏湖則是小規模的淡水湖。

## 火山
目前東非大裂谷依然在活動當中，地質學家預測幾百萬年後，東非可能會分裂成不同的版塊形狀。目前地殼活動較旺盛的區域在肯亞和坦桑尼亞的火山區，包括有非洲最高峰吉力馬扎羅山、卡里辛比山（卡里辛比火山，非洲中東部雅龍加火山山脈最高峰）、尼拉貢戈火山（Nyiragongo）、梅盧山（梅魯火山）、埃爾貢山、世界上其中一座位海平面以下的爾塔阿雷火山（Erte Ale）、著名的倫蓋火山（Ol Doinyo Lengai，高2890米，世界上唯一一座熔岩溫度不高，並以鈉和碳酸鹽成份居多的火山）等。

## 大裂谷底部的湖泊
東非大裂谷底部的湖泊依成因主要分為兩種：
- 斷層湖：是東非大裂谷斷裂時形成的，水深狀長，如坦干依喀湖
- 構造湖：因地殼運動使地面下沉而形成的集水盆地，湖廣水淺，如維多利亞湖

## 原始人類
東非大裂谷的另一個特色是，它可能是人類最早的發源地，1950年代到1970年代考古學家曾在東非大裂谷中發現了200萬年前、290萬年前人類的頭骨，而引起世人注目的則是1975年，在坦桑尼亞和肯亞交界挖出了350萬年前的人類遺骨，以及足跡化石，這是目前為止所發現最古老的史前人類證據。

## 外部連結
- 用Google看大裂谷的圖片
- Article on geology.com （页面存档备份，存于）
- Geological Structure of the Dead Sea （页面存档备份，存于）
- Birds Without Boundaries （页面存档备份，存于）
- . . 1905.